# Ervaringspunt
Ervaringspunten (of in het Engels experience points, vaak afgekort als xp, exp of ep, al dan niet in hoofdletters) is een computerspelterm die vaak gebruikt wordt in rollenspellen en computerrollenspellen.
Ervaringspunten zijn een afspiegeling van hoever men staat in het spel. De punten worden meestal behaald door het doorlopen van queesten, het verslaan van tegenstanders of monsters, het overwinnen van andere obstakels of het behalen van "missiedoelen" in het avontuur.
Vaak leidt een bepaalde hoeveelheid ervaringspunten tot het behalen van een level. Afhankelijk van het spel verhoogt het aantal ervaringspunten dat men moet behalen om er een level bij te krijgen (ook wel met de Engelse term level up aangeduid).